# صوفي كوك
صوفي كوك (بالإنجليزية: Sophie Cooke)‏ (3 أبريل 1976 في المملكة المتحدة)؛ روائية بريطانية. درست في جامعة إدنبرة.